# Sarabanda
Sarabanda je počasen ples v tridobnem taktu (večinoma 3/4 ali 3/2), s poudarkom na drugi dobi, ki je pogosto sinkopirana v tretjo. V začetku 16. stoletja je prišla v Španijo od tam pa se je razširila po vsej Evropi in postala obligatni stavek baročne suite.
Sarabanda se je kot plesno-glasbena oblika najprej pojavila v Srednji Ameriki kot zarabanda, zaradi svojega erotičnega značaja pa ni bila obravnavana kot umetniška oblika. Sam izraz zarabanda je bil prvič omenjen v pesmi panamskega avtorja Fernanda Guzmána Mexíe (1539). Ples je med španskimi kolonialisti postal popularen in so ga preko Atlantika ponesli v domovino. Zaradi svoje obscenosti je bil od leta 1583, v obdobju vladavine kralja Filipa II. ta ples tudi prepovedan, kljub temu pa so ga v svojih spisih velikokrat opisovali književniki (npr. Cervantes in Lope de Vega). Sprva je bil ples hiter, takšen se je ohranil tudi v okviru Španije, vendar so ga glasbeniki ostalih evropskih dvorov kmalu spremenili v počasen ples, v skladu s tedanjimi interpretacijami mnogih latinsko-ameriških plesov. Izročilo tudi navaja, da je upočasnitev tempa zahteval neki debeli vladar, ki ni zmogel hitrih plesnih gibov.
V obdobju renesančne in baročne glasbe je postala sarabanda priljubljen dvorni družabni ples, v okviru resne glasbe pa se je okrog leta 1650 prvič pojavila v delih Johanna Jakoba Frobergerja kot del instrumentalne suite. V baročni suiti je našla svoje mesto med couranto in žigom. Melodija je bila v kontekstu počasne glasbe obogatena z improvizacijskimi okraski. Fromalno zgradbo mnogih saraband sestavljajo trije deli, od katerih se prva dva končujeta s plagalno kadenco. Vsak del pogosto vsebuje 8 taktov. Sarabanda je brez izjeme zastopana v instrumentalnih suitah J. S. Bacha in drugih baročnih mojstrov. Njeno obliko so pri komponiranju arij uporabljali baročni operni skladatelji (npr. Haendel). Ker ima sarabanda kot počasni stavek suite enako vlogo, kot počasen stavek v sonati, so nekateri muzikologi sklepali, da je sarabanda vplivala tudi na vpeljavo tridelnega Adagia v ciklično sonatno formo. 
Glasbeno obliko sarabande so ponovno oživili skladatelji 20. stoletja, npr. Debussy, Satie, v modificiranem slogu tudi Vaughan Williams in Benjamin Britten (v Simple Symphony). 